# 大寄村
大寄村（おおよりむら）は埼玉県の北西部、大里郡に属していた村。当初は榛沢郡所属であった。

## 地理
- 河川：小山川、唐沢川

## 歴史
- 1889年（明治22年）4月1日 町村制施行により、内ヶ島村、上敷免村、大塚島村、起会村、矢島村、高畑村、谷之村、戸森村が合併し榛沢郡大寄村が成立する。
- 1896年（明治29年）4月1日 榛沢郡が大里郡、幡羅郡、男衾郡と統合し大里郡となる。
- 1955年（昭和30年）1月1日 深谷町、明戸村、幡羅村、藤沢村と合併し深谷市（初代）を新設する。
- 2006年（平成18年）1月1日 深谷市が岡部町、川本町、花園町と合併し深谷市（2代目）を新設する。